# 紀吉継
紀 吉継（き の よしつぐ、生年不明 - 延暦3年1月25日（784年2月20日））は、奈良時代後期（8世紀後期）の女官。姓は朝臣。官位は不明。従四位下参議・陸奥国按察使兼鎮守副将軍勲四等紀広純の娘。墓誌が残されている。

## 経歴
吉継の生涯・経歴についてはほとんど不明である。以下に述べる彼女の墓誌には本人のことよりも、父の紀広純の最終経歴が記されている。

### 紀吉継墓誌

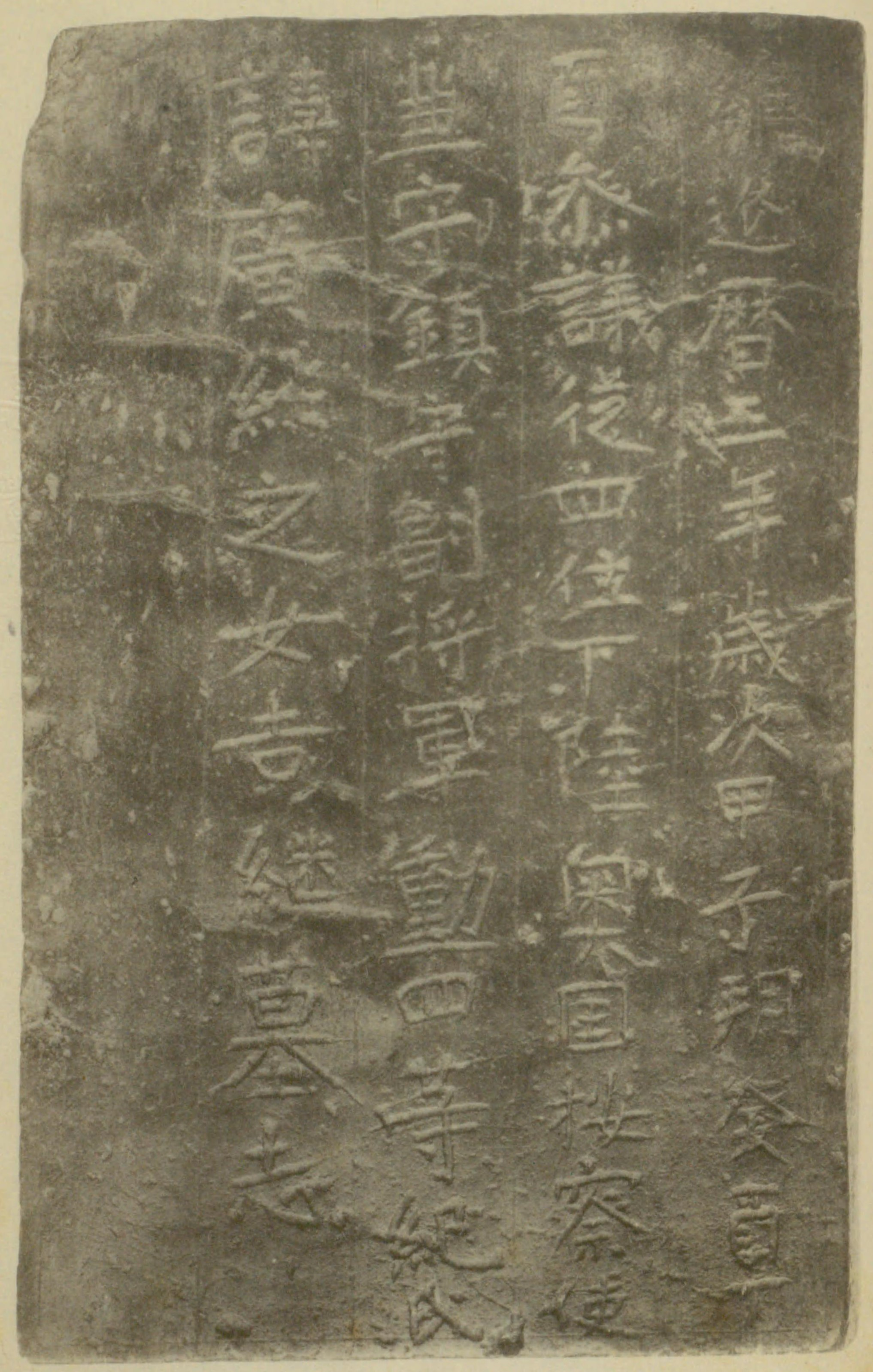
紀吉継墓誌（重要文化財、妙見寺所蔵）

紀吉継墓誌は、縦長約25センチメートル、横長約15センチメートル、厚さ約6センチメートルの直方体の塼製で、中国の墓誌に倣って本体と同じ大きさの蓋が付けられており、罫と文字は生乾きの状態で刻まれ、その後焼成されたものである。江戸時代に現在の大阪府南河内郡太子町春日の妙見寺の裏山から出土したと伝わり、明治42年（1909年）9月21日に古社寺保存法に基づく国宝（旧国宝、現在の重要文化財）に指定された。現在も同寺が所有する。18例のみ知られる古代日本の墓誌の中では最も新しいものである。銘文は以下の通り。
文面には、吉継の没年月日と思われる「延暦三年」「朔癸酉丁酉」（正月二十五日）と、彼女の父である紀広純の官位姓名のみが記される。なお、墓誌の出土地は二上山麓にあり、同じ大阪府側からは船氏王後墓誌および高屋枚人墓誌が、奈良県側からは威奈真人大村骨蔵器が発見された他にも火葬墓や骨蔵器などが出土しており、同地帯は7-8世紀には、官人の公葬地として使用されていたと考えられる。吉継本人について没年月日以外のことは分からないが、光仁天皇・桓武天皇に仕えた女官であったことが推察される。
吉継の父の広純は征夷に従事した貴族であるが、宝亀11年（780年）3月に伊治呰麻呂により道嶋大盾ともども伊治城で殺されたことが（宝亀の乱）、『続日本紀』に記されている。